# Il coyote più sfortunato del West
Il coyote più sfortunato del West (Fastest with the Mostest) è un film del 1960 diretto da Chuck Jones. È un cortometraggio d'animazione della serie Looney Tunes, uscito negli Stati Uniti d'America il 19 gennaio 1960. Ha come protagonisti Willy il Coyote e Beep Beep. Dal 1999 viene distribuito col titolo  Il coyote più sfortunato del mondo.

## Trama
Willy (Pasticcionem carnivorous) accende un candelotto di dinamite sperando che esploda quando Beep Beep (Incalculabilis velocitus) ci passa vicino, ma esso esplode immediatamente. Wily quindi raggiunge Beep Beep e lo supera, ma non riesce a vedere la fine del dirupo e cade giù. Dopo aver risalito con fatica la parete di roccia, il coyote viene spaventato da Beep Beep e cade nuovamente. Quindi tenta di catturarlo o ucciderlo nei seguenti modi:
- inizia a gonfiare il pallone di una mongolfiera, che vuole usare per gettare una bomba su Beep Beep. Tuttavia, è il pallone a gonfiare lui, e Willy afferra la bomba prima di sgonfiarsi e volare nel cielo. Quando tutta l'aria lo abbandona, Willy lascia andare la bomba e, dopo essersi schiantato a terra, si nasconde sotto una roccia. La bomba però si incastra nella roccia e inizia a ticchettare, così Willy svita la testa e rimuove l'esplosivo. La bomba tuttavia esplode comunque;
- attira Beep Beep con del mangime e si prepara a scendere su di lui in un secchio per intrappolarlo, però cade. Beep Beep mette a terra una molla che fa rimbalzare Willy contro un ramo, dove rimane appeso con la molla;
- con un cartello, devia Beep Beep verso un dirupo e si prepara finalmente a mangiarlo con coltello e forchetta, mettendosi un tovagliolo attorno al collo. Il punto in cui mette il piede Willy però si rompe e il coyote cade a terra insieme a coltello e forchetta, che gli finisce nella coda e lo fa saltare in alto verso un ramo, a cui rimane appeso con il suo tovagliolo. L'albero poi cade e colpisce Willy facendolo sprofondare sottoterra, quindi il coyote finisce in una cascata sottostante e viene trascinato a valle attraverso una rete di tubi prima di uscire da un rubinetto. Willy poi fissa Beep Beep, ancora in piedi sul pezzo di roccia sospeso in aria, quindi estrae un cartello che dice: "Non me la prenderei – salvo che lui non obbedisce alla legge di gravità!". L'uccello però ne tiene in mano uno che dice: "Sicuro – ma io non ho mai studiato legge!", quindi sfreccia via.

## Distribuzione

### Edizioni home video

#### VHS
America del Nord
- Looney Tunes: The Collector's Edition Vol. 14 (1999)

Italia
- L'inimitabile Willy il Coyote (1996)